# Райнгольд Зенн
Ра́йнгольд Зенн  (нім. Reinhold Senn, 6 грудня 1936 — 1 червня 2023) — австрійський саночник, олімпійський медаліст.

## Виступи на Олімпіадах
| Олімпіада    | Дисципліна       | Місце |
| ------------ | ---------------- | ----- |
| Інсбрук 1964 | одиночний розряд | 21    |
| Інсбрук 1964 | змішані двійки   | 2     |

## Зовнішні посилання
- Досьє на sport.references.com